# Kogholm
Kogholm er et autoriseret stednavn for et område 2,5 km. nord for Langholt i Aalborg Kommune.
Området består af ager og nogle gårde. Ved Kogholm ligger kartoffelmelsfabrikken AKV Langholt, en virksomhed med ca. 40 medarbejdere på årsbasis.